# Dacia Jogger
Le Dacia Jogger est un break surélevé, à 5 ou 7 places, du constructeur automobile roumain Dacia commercialisé à partir de la fin 2021.
Le Jogger remplace le break Logan MCV, le monospace Lodgy et le ludospace Dokker,. Le Jogger est restylé en 2022 afin d'accueillir le nouveau logo de la marque et une version hybride est lancée en 2023.

## Présentation
Le Dacia Jogger est dévoilé le 3 septembre 2021 avant sa présentation publique le 6 septembre 2021 au salon de l'automobile de Munich. Il est lancé en mars 2022.
Le nom de projet du Jogger en interne est RJI.
Le Jogger propose alors deux moteurs, un moteur essence de 1.0 L délivrant une puissance de 110 ch ainsi qu'un moteur à bicarburation essence/GPL de 1.0 L d'une puissance allant de 91 ch (essence) à 101 ch (GPL). Aucun moteur diesel n'est proposé.

Multiples vues du Dacia Jogger (phase 1)
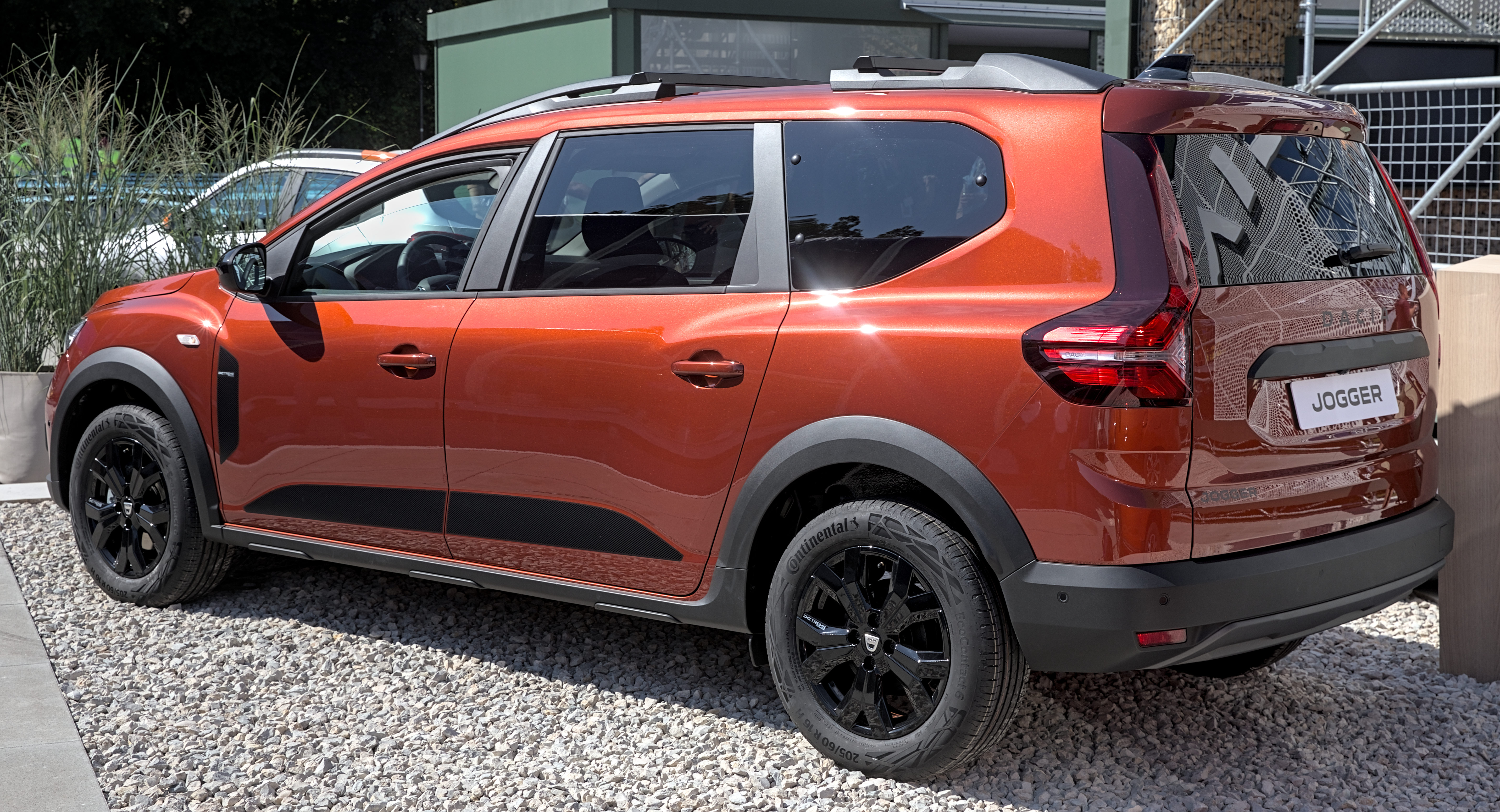
Vue de l'arrière.
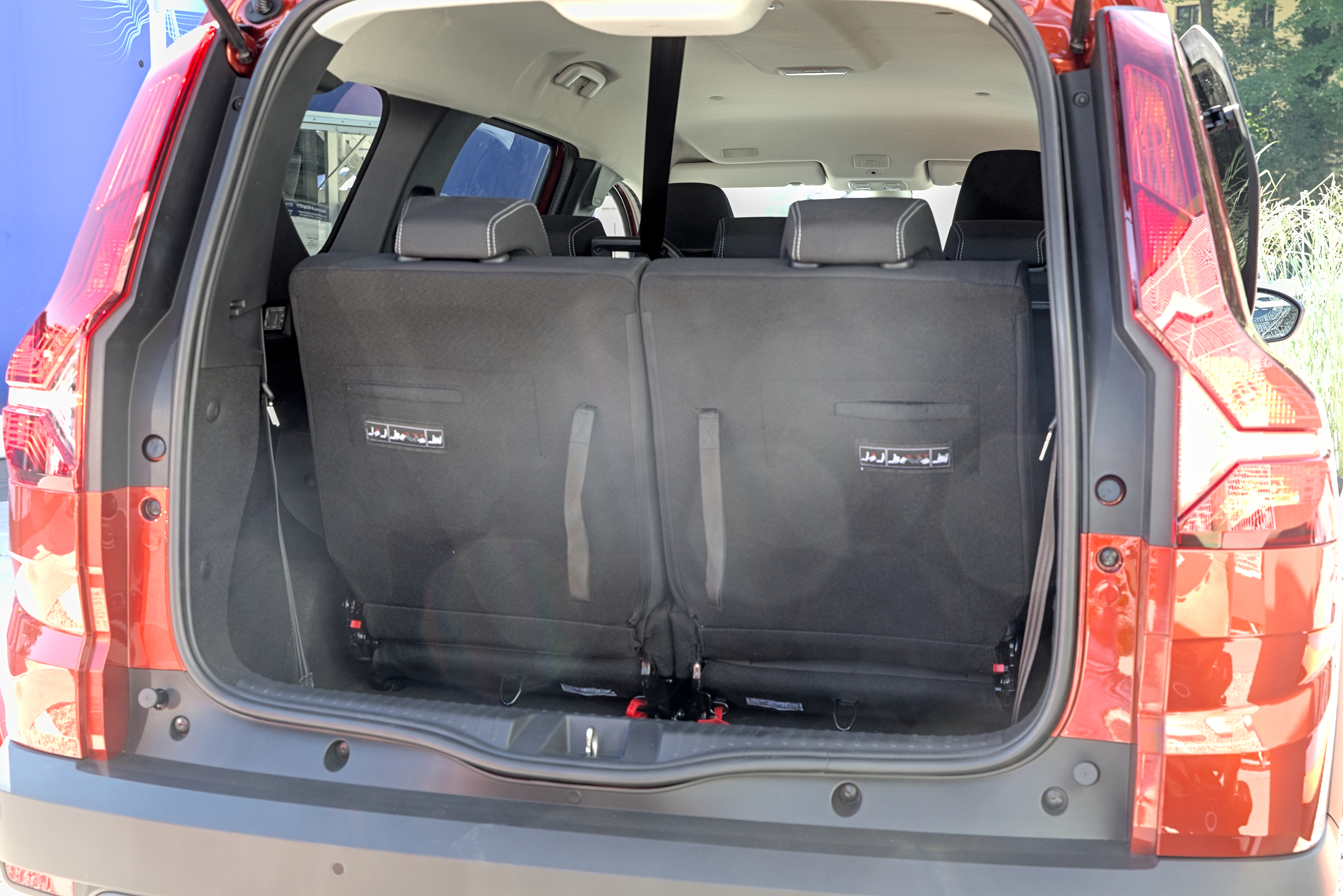
Coffre en 7 places.
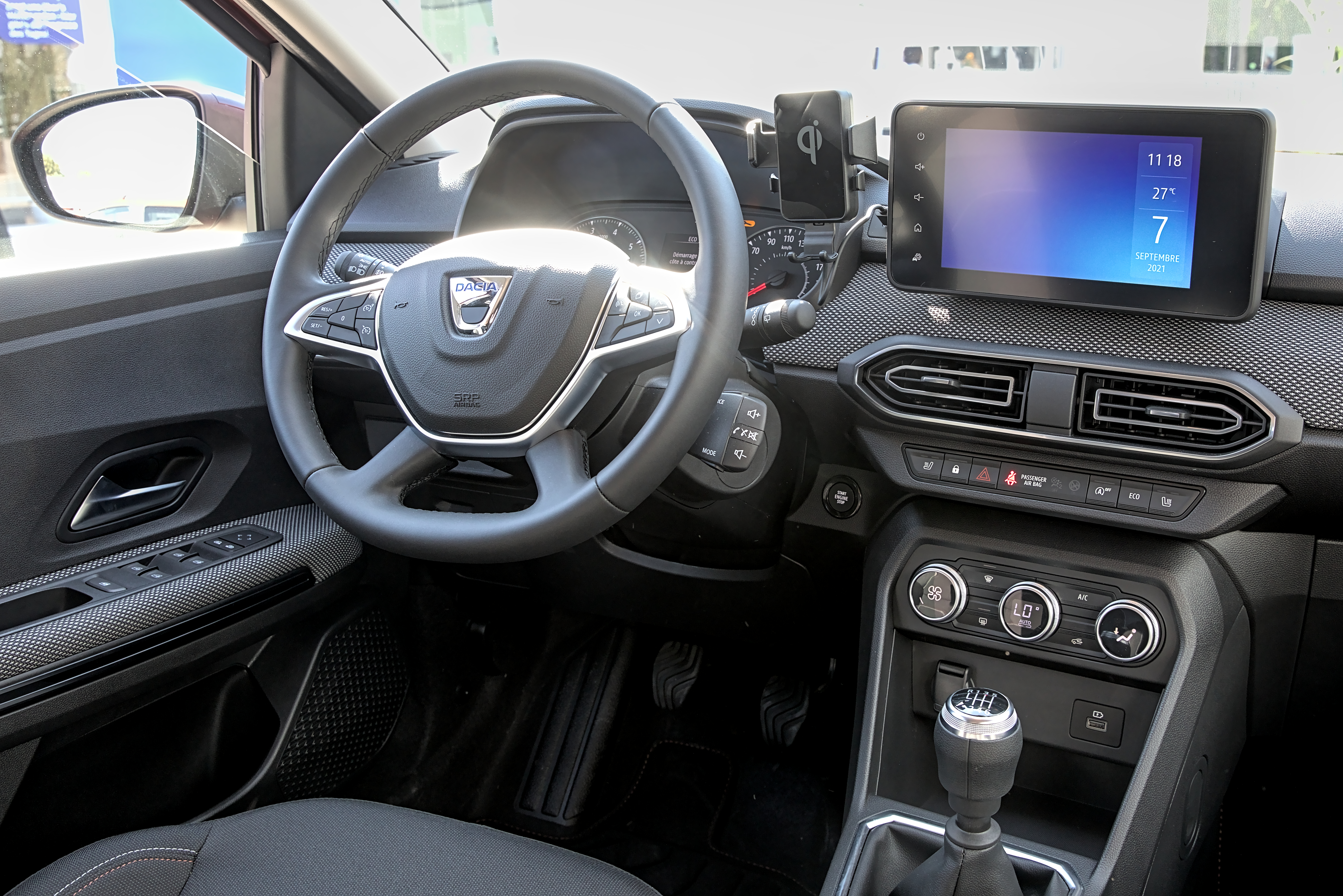
Planche de bord.

### Phase 2
En juin 2022, seulement quelques mois après sa sortie commerciale, le Jogger reçoit, comme l'ensemble de la gamme Dacia, un léger restylage faisant apparaître le nouveau logo de la marque. En outre la calandre est complètement nouvelle, le volant légèrement modifié et tous les monogrammes sont remplacés. Les niveaux de gammes sont revus et les coloris évoluent.
En 2023, la version à motorisation hybride du Jogger est lancée. Première Dacia équipée d'une telle motorisation, elle se distingue des versions thermiques par la présence d'une instrumentation numérique et d'une boîte automatique à 4 vitesses. Le Jogger hybride est disponible avec 7 places, et au prix de départ de 24 600 € à son lancement. Une nouvelle teinte « Gris Schiste » est présentée et remplace la teinte « Gris Comète ».

Multiples vues du Dacia Jogger (phase 2)
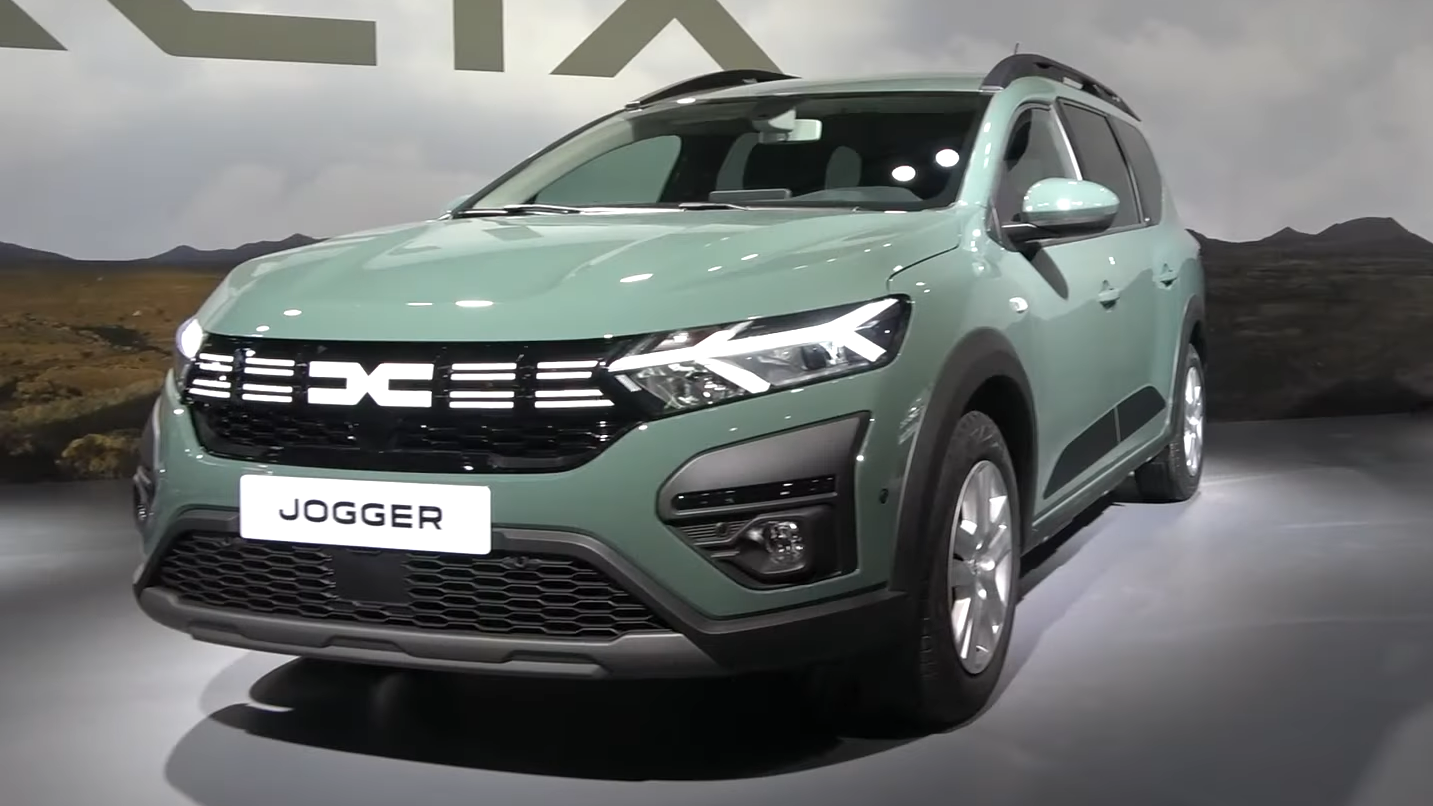
Avant du Jogger (phase 2)
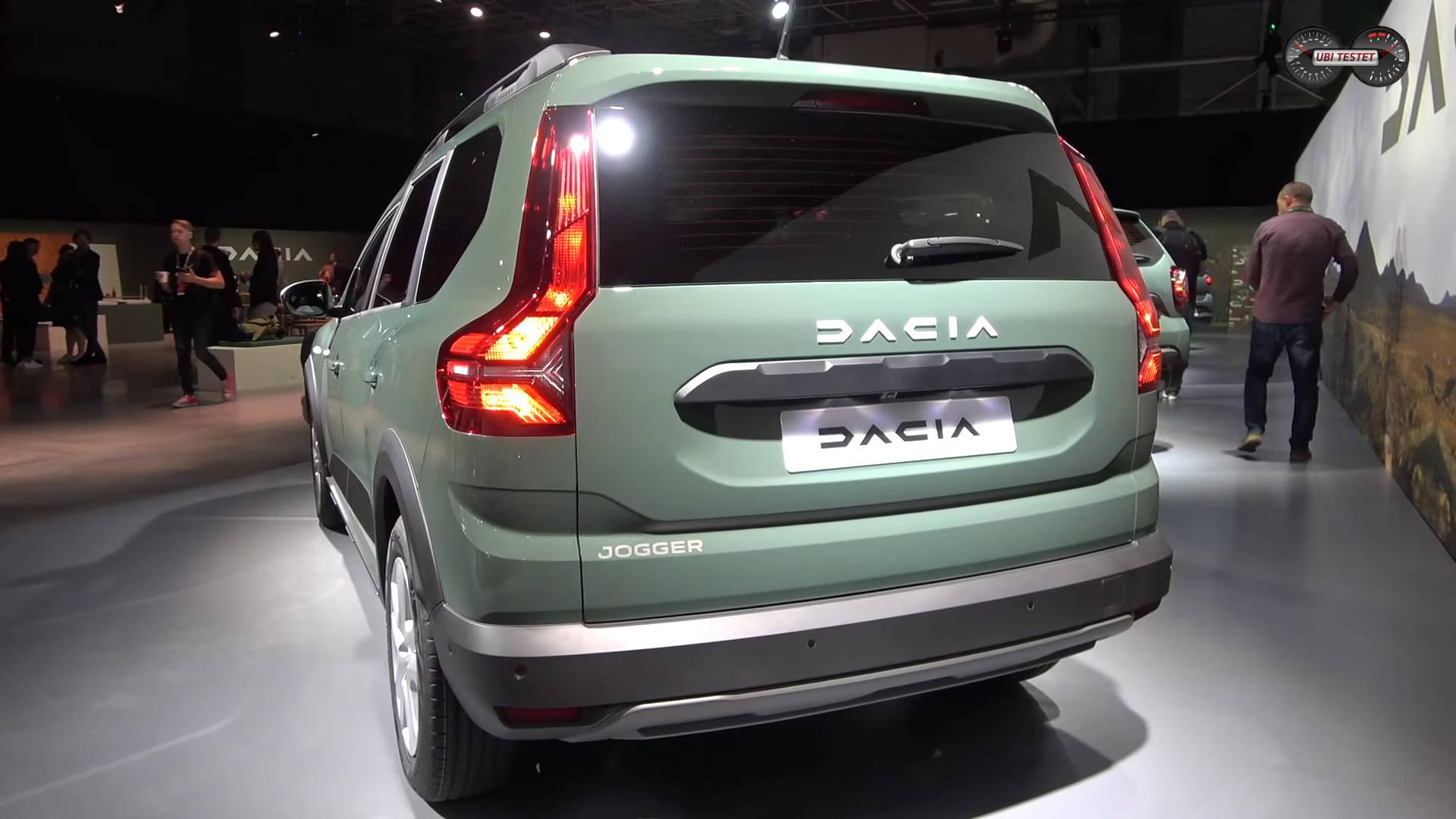
Arrière du Jogger (phase 2)

En 2024, pour satisfaire à la réglementation européenne GSR2 à partir du 7 juillet 2024, Dacia équipe le Jogger de systèmes comme l’enregistreur de données, l’assistant au maintien dans la voie, les radars de recul, le dispositif de freinage d’urgence, la reconnaissance des panneaux et le dispositif de surveillance de l’attention du conducteur.
Dacia en profite pour passer aux prises USB-C à l’avant et à l’arrière sur toute la gamme.

## Caractéristiques techniques
Le break surélevé de Dacia est basé sur la plate-forme modulaire CMF-B utilisée par les autos compactes de l'alliance Renault-Nissan. C'est un dérivé à empattement allongé de la Dacia Sandero III Stepway, il reprend la planche de bord et la partie avant de la famille Logan / Sandero III,.

### Motorisations
Le Jogger peut recevoir deux motorisations : un 3-cylindres essence 1.0 TCe de 110 ch et un 3-cylindres 1.0 fonctionnant en bi-carburation essence / GPL de 100 ch, tous deux associés à une boîte de vitesses manuelles à six rapports. Il s'agit de la seule Dacia avec la nouvelle Logan à ne proposer aucun moteur diesel.
Au Mondial de l'automobile de Paris 2022, Dacia présente le Jogger hybride dont la motorisation est reprise des Renault Clio V et Renault Captur II. Le constructeur expose d'ailleurs uniquement la motorisation constituée d'un 4-cylindres 1.6 atmosphérique de 90 ch associé à un moteur électrique de 50 ch pour une puissance totale de 140 ch, le tout accouplé à une batterie de 1,2 kWh et à une boîte de vitesses automatique à crabot comportant 6 rapports. Il s'agit de la toute première Dacia à motorisation hybride.
| (données constructeur)     | 1.0 TCe                        | 1.0 TCe GPL                                        | Hybrid 140                                              |
| -------------------------- | ------------------------------ | -------------------------------------------------- | ------------------------------------------------------- |
| Disponibilité              | 09/2021 -                      | 09/2021 -                                          | 01/2023 -                                               |
| Moteur                     | 3-cylindres essence            | 3-cylindres essence + GPL                          | 4-cylindres essence à cycle Atkinson + E-Motor + HSG    |
| Dénomination               | Moteur H5D                     | Moteur H5D                                         | Thermique : Moteur H4M                                  |
| Admission                  | Turbocompressé                 | Turbocompressé                                     | Atmosphérique                                           |
| Cylindrée (cm³)            | 999                            | 999                                                | 1598                                                    |
| Puissance maximale ch (kW) | 110 (81)                       | GPL : 101 (74) Essence : 91 (67)                   | Thermique : 91 (67) E-Motor : 50 (37) Total : 140 (103) |
| au régime de (tr/min)      | 5000                           | GPL : 4600 Essence : 4800                          | 5600                                                    |
| Couple maximal (N m)       | 200                            | GPL : 170 Essence : 160                            | Thermique : 144 E-Motor : 205                           |
| au régime de (tr/min)      | 2900                           | GPL : 2000 Essence : 2100                          | 3200                                                    |
| Boîte de vitesses          | Manuelle 6 rapports (BVM6)     | Manuelle 6 rapports (BVM6)                         | Automatique multimodes à 6 rapports                     |
| Transmission               | Traction                       | Traction                                           | Traction                                                |
| Vitesse maximale (km/h)    | 183                            | GPL : 175 Essence : 172                            | 167                                                     |
| 0-100 km/h (s)             | 5 places : 10,5 7 places :11,2 | 5 places : 12,3/13 (GPL) 7 places :12,5/13,2 (GPL) | 5 places : 9,8 7 places : 9,9                           |
| Consommation (ℓ/100 km)    | 5,6-5,7                        | GPL : 7,7-7,8 Essence : 6,0-6,1                    | 4,9-5,1                                                 |
| Émissions de CO2 (g/km)    | 127-130                        | GPL : 118-121 Essence : 135-138                    | 110-114                                                 |
| Capacité du réservoir (ℓ)  | 50                             | GPL : 40 Essence : 50                              | 50                                                      |
| Masse à vide mini (kg)     | 5 places : 1176 7 places :1233 | 5 places : 1223 7 places :1262                     | 5 places : 1357 7 places :1385                          |
| Norme environnementale     | Euro 6D Full                   | Euro 6D Full                                       | Euro 6D Full                                            |

## Finitions
Le Jogger est disponible en deux finitions de son lancement jusqu'en juin 2022 :
- Essentiel
- Confort

En juin 2022 et l'adoption de la nouvelle identité de marque de Dacia (nouveau logo, nouvel emblème), les finitions sont renommées :
- Essential
- Expression

Il existe également deux séries limitées depuis la commercialisation du Jogger :
- Extrême et Extrême+ : séries limitées commercialisées uniquement pendant la première année de commercialisation[18]

Vues des différentes finitions du Dacia Jogger
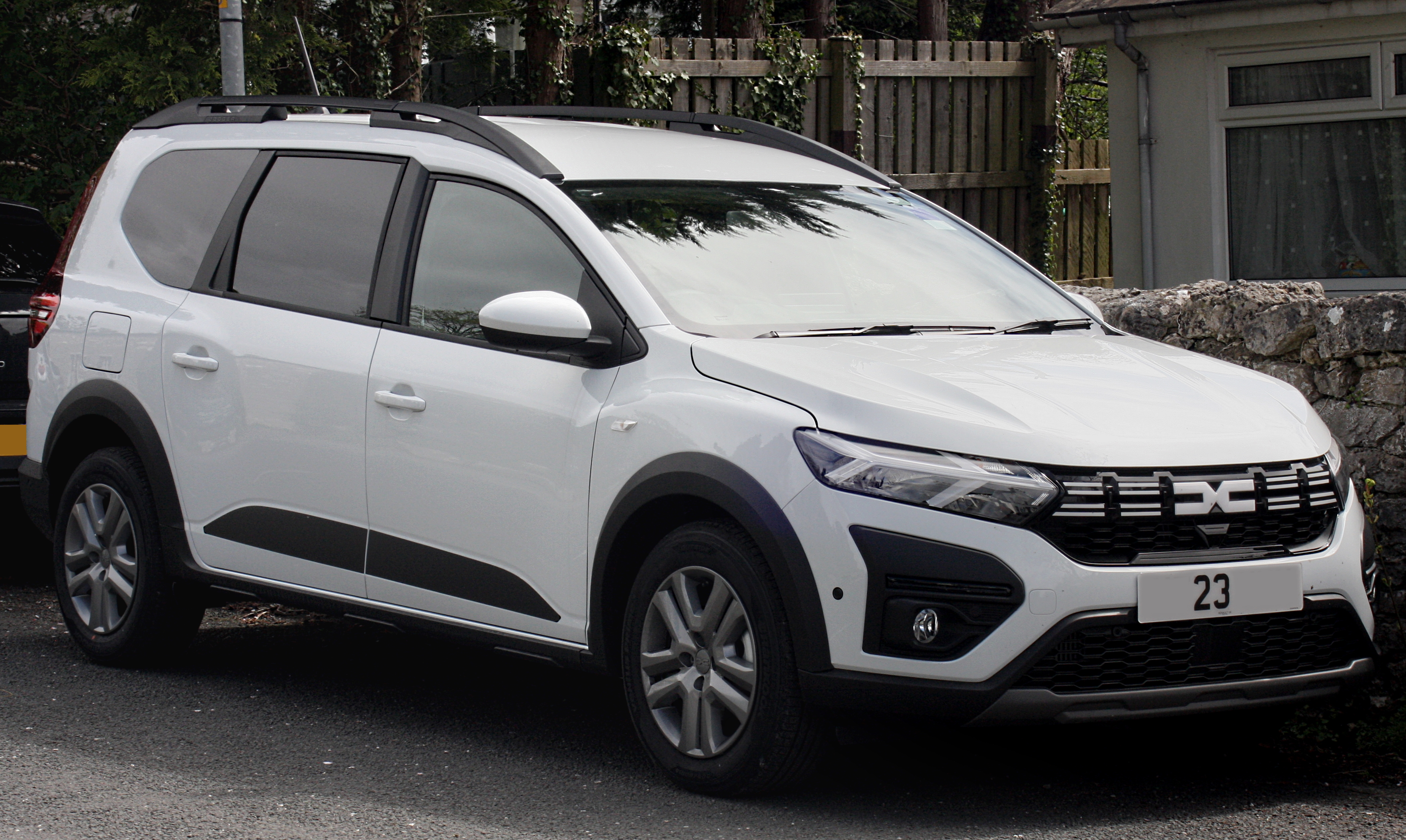
Finition Expression (avant)
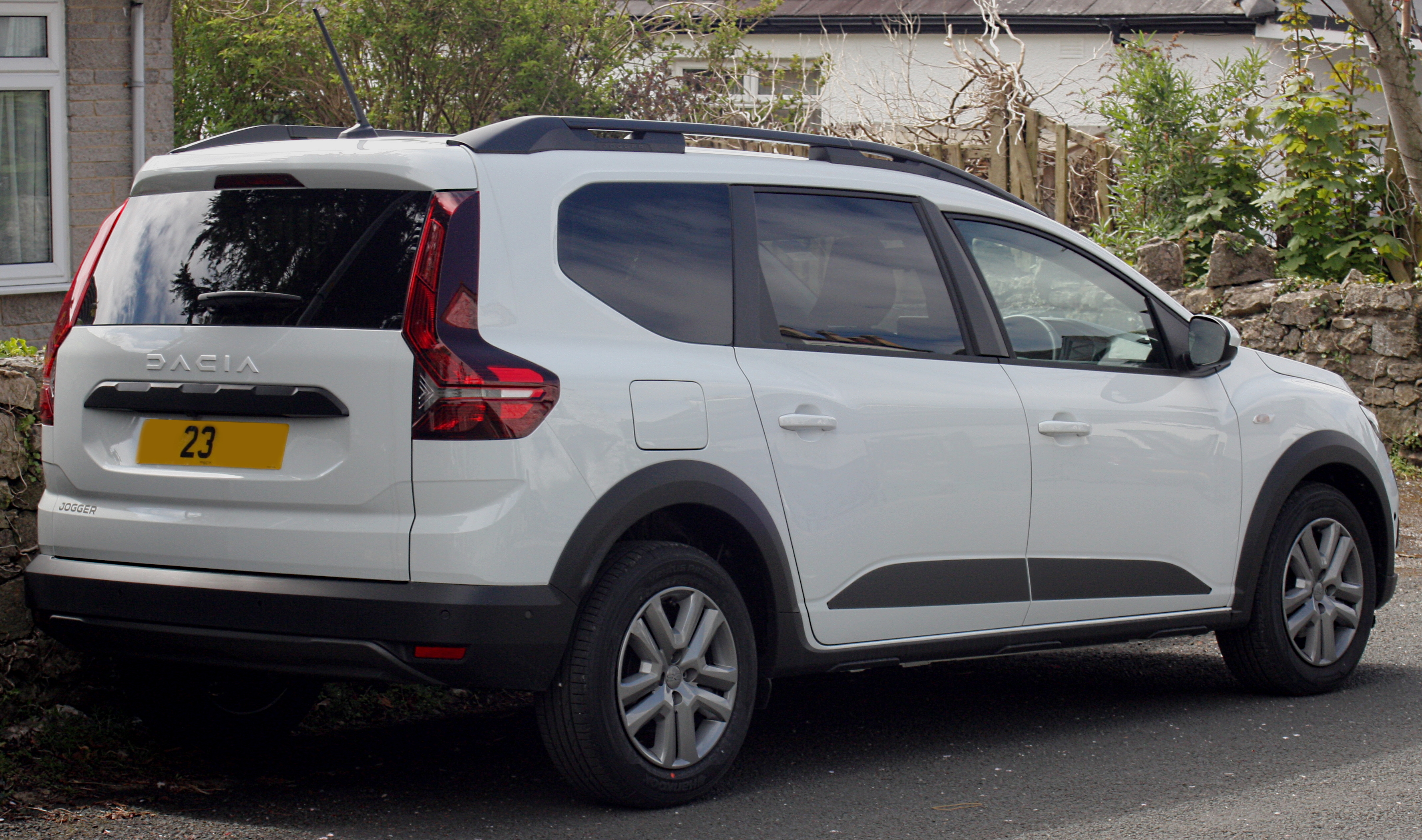
Finition Expression (arrière)

## Équipements

### Équipements de série
À son lancement, les différentes finitions du Jogger sont dotées des équipements de série suivants : 
| Essentiel/Essential | Confort/Expression | Extreme | Extreme+ |
| | = Essentiel + | = Confort + | |
| --- | --- | --- | --- |
| - ESC, ABS, HSA, AFU - AEBS interurbain - 6 airbags (volant + passager AV, épaules, rideau) - Limiteur de vitesse - Feux antibrouillard - Allumage automatique des feux - Volant réglable en hauteur - Lève-vitres avant électriques - Banquette arrière 1/3 - 2/3 (2ème rang) - Media Control (Écran TFT 3.5’’ au tableau de bord + Connectivité Bluetooth® + système radio DAB + 1 port USB) - Boucliers ton carrosserie - Skis de protection Gris Quartz - Rétroviseurs extérieurs noirs - Barres de toit longitudinales - Enjoliveurs Miliana | - Climatisation manuelle - Media Display (Ecran 8" + Réplication smartphone par câble + Connectivité Bluetooth® + 2 ports USB) - Barres de toit modulables - Volant Soft Feel - Régulateur de vitesse - Aide au parking arrière - Essuie-glace automatique - Réglage électrique des rétroviseurs extérieurs - Rétroviseurs extérieurs ton carrosserie - Lève-vitres arrière électriques - Vitres arrière teintées - Jantes Flex Wheel 16’’ Saria | - Climatisation automatique - Carte mains-libres - Caméra de recul - Stripping SL Extreme - Skis de protection Gris Mégalithe - Rétroviseurs extérieurs peints noir - Antenne requin - Surpiqûres colorées sellerie - Tapis de sol additionnels cockpit et coffre - Jantes alliage noir 16’’ Mahalia | - Pack Confort+ (Avertisseur d’angle mort, Aide au parking avant, Frein de parking assisté + Accoudoir central haut avec rangement) - Pack Nav Europe (Media Nav Ecran 8''avec carte Europe de l’Ouest + Réplication smartphone par câble) - Roue de secours (Sauf version GPL) |

En avril 2024, en application de la norme GSR 2 (Global Safety Regulation), Dacia annonce l'ajout sur toute la gamme d'équipements désormais obligatoires:
- Enregistreur de données d’événements (accident)
- Prédisposition antidémarrage éthylométrique
- Reconnaissance des panneaux de signalisation avec alerte de survitesse
- Alerte de changement de voie
- Aide au maintien dans la voie
- Système de surveillance de l’attention du conducteur
- Aide au parking arrière
- Capteurs de luminosité et de pluie
- Freinage automatique d'urgence (AEBS) avec détection des piétons et cyclistes
- Signal d’arrêt d’urgence

De plus la climatisation manuelle est désormais de série dès la finition Essential, et les prises USB passent au format USB-C

### Équipements optionnels
(Tarifs décembre 2021 inchangé lors de la hausse d'avril 2022)
| Finitions                                                                                               | Finitions                                                                                        | Finitions | Finitions |
| Essentiel/Essential                                                                                     | Confort/Expression                                                                               | Extreme | Extreme+  |
| | = Finition Essentiel +                                                                           | = Confort + |           |
| --- | ------------------------------------------------------------------------------------------------ | --- | --------- |
| Climatisation manuelle : +900 €                                                                         | -                                                                                                | - | Aucune    |
| Pack Confort (Volant réglable en profondeur + Régulateur de vitesse + Aide au parking arrière) : +200 € | Pack City (Aide au parking avant + Caméra de recul + Avertisseur d'angle mort) : +500 €          | Pack Confort+ (Avertisseur d’angle mort + Aide au parking avant + Frein de parking assisté + Accoudoir central haut avec rangement) : +500 € | Aucune    |
| - | -                                                                                                | Sièges chauffants : +200 € | Aucune    |
| - | -                                                                                                | Jantes alliage bi-ton 16’’ : +150 € | Aucune    |
| - | Pack Nav Europe (Media Nav avec carte Europe de l’Ouest + Réplication smartphone Wi- Fi) : +300€ | | Aucune    |
| Roue de secours (Sauf version GPL) : +200 €                                                             |                                                                                                  | | Aucune    |
| Peinture métallisée : +500 €                                                                            |                                                                                                  | |           |
| | Lève-vitres arrière manuels et non électriques: -100€ (option négative)                          | |           |

### Couleurs
À son lancement (2022) le Jogger est disponible en six couleurs.
Une couleur (le Bleu Iron) est supprimée et deux autres (Lichen Kaki et Gris Urbain) sont rajoutées lors du restylage présenté en juin 2022.
Pour le lancement de la version hybride en janvier 2023, le Gris Schiste est rajouté au catalogue.
| Couleur         | Nuance | Code couleur | Note |
| --------------- | ------ | ------------ | --- |
| Blanc Glacier   |        | 369          | |
| Bleu Iron       |        | RQH          | Non disponible sur les versions Extreme et Extreme+ Disparait du catalogue lors de l'apparition du nouveau logo en juin 2022 |
| Brun Terracotta |        | CNZ          | |
| Gris Comète     |        | KNA          | Disparait du catalogue lors de l'apparition du Gris Schiste en janvier 2023                                                  |
| Gris Moonstone  |        | KQF          | |
| Noir Nacré      |        | 676          | |
| Lichen Kaki     |        | KQM          | Depuis juin 2022 |
| Gris Urbain     |        | KPW          | Depuis juin 2022 |
| Gris Schiste    |        | KQG          | Depuis janvier 2023 |

## Tarifs
Dans le contexte de crise des semi-conducteurs et de hausse du prix des matières premières, les tarifs annoncés en décembre 2021 sont revus à la hausse dès avril 2022,, le Jogger prenant alors entre 500 € et 1050 € d'augmentation selon la motorisation et la finition. En mai 2022, ces tarifs subissent une nouvelle hausse de 500 à 600 € selon le modèle.
En juin 2022, lors de la présentation du modèle avec nouveau logo, les tarifs sont une nouvelle fois revus à la hausse avec une augmentation de 1100 à 1400 € selon les versions. À cette occasion, les moteurs Eco-G et TCE-110 se retrouvent au même prix (sauf pour la finition Essentiel).
Les prix ont de nouveau augmentés en mai 2023, entre 300 et 800 €, passant de 17 290 € (Essence/GPL en finition Essential) à 27 100 € (Hybride en finition Extrême).
Sur les 10 premiers mois de commercialisation du véhicule, Dacia annonce qu'une courte majorité de clients (55%) opte pour la version 7 places du Jogger.
En avril 2025, de nouveaux équipements, rendus obligatoires par le norme GSR2, sont annoncés, entraînant une augmentation de 400€ de la finition de base.
| Tarifs France mars 2024 | Essentiel/Essential | Essentiel/Essential | Confort/Expression | Confort/Expression | Extrême  | Extrême  | Extrême+       | Extrême+       |
| ----------------------- | ------------------- | ------------------- | ------------------ | ------------------ | -------- | -------- | -------------- | -------------- |
| Configuration           | 5 places            | 7 places            | 5 places           | 7 places           | 5 places | 7 places | 5 places       | 7 places       |
| ECO-G 100               | 17 990 €            | 19 800 €            | 20 200 €           | 21 100 €           | 21 500 € | 22 400 € | 22 000 €       | 22 900 €       |
| TCE 110                 | 18 900 €            | 19 800 €            | 20 200 €           | 21 100 €           | 21 500 € | 22 400 € | 22 200 €       | 23 100 €       |
| Hybrid 140              | non disponible      | non disponible      | 25 200 €           | 26 100 €           | 26 500 € | 27 400 € | non disponible | non disponible |

## Récompenses
Il reçoit le prix de Voiture de L’argus 2023 lors de la 30e cérémonie des Trophées de L'Argus.